# Främlingen (roman av Diana Gabaldon)
Främlingen (originaltitel: Outlander) är en roman från 1991 av Diana Gabaldon. Romanen är den första delen i serien Outlander. Uppföljaren är Slända i bärnsten (1992).
Romanen handlar om Claire Randall (född Beauchamp) och Jamie Fraser och utspelas under andra världskriget och 1700-talet.

## Handling
Claire Randall är en praktisk kvinna och sjuksköterska i den brittiska armén under andra världskriget. Hon och hennes man Frank, som har varit separerade under kriget, har nyligen återförenats och njuter av en andra smekmånad i Inverness i Skottland. De gifte sig där och Frank kombinerade deras semester med efterforskningar i sitt familjeträd. Speciellt om en förfader som hette Jack Randall, som var kapten i den brittiska armén under 1700-talet.
Efter att ha sett några skotska turistattraktioner, så som Loch Ness, ägnar Claire tiden åt att samla växter med en amatörbotanist. Han visar henne en grupp stående stenar uppe på kullen Craigh na Dun. Claire berättar det för Frank och han berättar för henne att en grupp kvinnor från bygden kommer att utföra en hednisk ritual där och att den lokale kyrkoherdens hushållerska är en av dem. Som historieprofessor, är Frank intresserad. Claire som är blivande botanist, blir fängslad av blommorna och örterna hon hittar, men även den ovanliga ritualen intresserar henne. När hon återvänder nästa dag för en särskild planta som intresserar henne, inser Claire att hon kan höra ett surrande ljud från stenarna och tittar närmare. Surrandet blir högre när hon närmar sig, men det gör henne desorienterad och hon svimmar. Hon vaknar upp till ljudet av en strid i närheten. Hon antar att det är en rekonstruktion eller en filminspelning. Hon tar en omväg genom skogen som plötsligt är tätare än den var förut. När hon försöker komma på var hon är, stöter hon ihop med kapten Jack Randall, som är Franks farfar sex generationer tillbaka och en kopia av honom.
Randall hindrar Claire från att gå, och frågar henne varför hon reser ensam och oklädd, och kommer fram till att hon är prostituerad. Hon räddas av en okänd skotte som slår Randall medvetslös och han tar henne med sig när han återförenas med sitt gäng som har varit och stulit boskap. Claire, som fortfarande är förvirrad, förstår inte situationen, och blir ännu mer förvirrad av reaktionerna på hennes klänning, och på att hennes ben är bara.
När hon tvingas att följa med dem genom den skotska landsbygden, ser Claire bristen på modern teknik och vägar. Hon börjar undra vad som har hänt, eftersom "kostymerna" och vapnen är mycket realistiska. Claire rider med Jamie, en av de yngre skottarna. Jamies axel gick ur led under slaget med britterna under Randalls befäl. Claire satte tillbaka axeln i led (genom att använda sin kunskap om 1900-talssjukvård) efter att ha sett hans kompanjoner försöka tvinga den tillbaka till sin plats, en procedur som kunde ha förlamat armen.
Skottarna återvänder till sitt hem, slottet Leoch, sätet för MacKenzieklanen. När hon frågas ut av lairden, Callum ban Campbell MacKenzie, hävdar Claire att hon skulle segla till Frankrike för att besöka släktingar och att hon förlorade sin klänning, sitt bagage och betjänt när de blev attackerade. Skottarna är misstänksamma, de undrar vem hon egentligen är. Ingenting kan bevisas och efter att ha sett ett brev som Callum håller på att skriva, inser hon för första gången att året är 1743. Skottarna ser Claire som en "Sassenach", en engelsk kvinna som inte tillhör den skotska höglandskulturen, men hon får deras respekt genom att arbeta som helare. Eftersom han vill veta mer om Claire, tar Dougal med sig både henne och Jamie på den årliga skatteinsamlingen på MacKenizieklanens landområde.
Jack Randall önskar prata med Claire igen och söker upp henne. Dougal vägrar gå med på att låta Claire utfrågas. Han blir informerad av Ned Gowan, klanens advokat, om att den enda lösningen är att göra Claire till en skotsk kvinna genom äktenskap. Dougal säger åt henne att gifta sig med Jamie, men föreslår andra män när hon vägrar. Claire säger till Dougal att hon inte kan gifta sig med någon, men tillkännager att hon inte är gift. (Inte 1743 i alla fall, eftersom hon inte är född än.) Dougal ignorerar henne. Hon ger med sig och gifter sig med Jamie i samma kyrka som hon gifte sig med Frank i. Claire – imponerad över att Jamie insisterade på att hitta en vacker klänning åt henne att gifta sig i, och ett privat rum att fullborda sitt äktenskap i – tycker mer och mer om Jamie, och det ger henne skuldkänslor att hon måste svika honom, eftersom hon planerar att ta sig tillbaka till Frank.
Claires kunskaper som 1900-tals sjuksköterska räddar Jamie gång på gång, men hon är fast besluten att återvända till stencirkeln och Frank, eftersom hon vet att han oroar sig. Claires äktenskap med Jamie, och avundsjuka mot henne leder till att hon anklagas för häxeri. Hon kastas ner i en grop tillsammans med en annan anklagad kvinna, Geilie Duncan. I väntan på rättegång räddas hon av Jamie. Precis innan hon flyr inser hon att Geilie Duncan också är från framtiden. När Jamie ber henne att förklara, säger hon till en början säger att hon inte kan göra det eftersom han inte kommer att tro henne, att det är enklare att kalla henne häxa.
Chockad över Claires förklaring, tar han med sig henne till stencirkeln och säger åt henne att återvända till sin tid. Jamie lämnar henne där för att bestämma sig för om hon vill återvända till Frank eller stanna hos honom. Han blir överlycklig när hon väljer att stanna, och tar med sig henne till sitt hem. Men deras lycka blir inte långvarig.
Jamie har ett pris på sitt huvud och förråds av Ronald McNab, en av sina arrendatorer. Han är arg på att Jamie, efter ha hört från Claire och farmor McNab om Ronalds misshandel av sitt barn, insisterar på att Rabbie blir stallpojke på Lallybroch. Jamie hålls fången på Wentworth-fängelset och döms till hängning. Den sadistiska Jack Randall är också på Wentworth och tar tillfället i akt att tortera Jamie. Jamie lovar Jack att ligga med honom om han låter Claire gå. Jack går med på det, och som hämnd berättar Claire för Jack att hon är en häxa, hon förbannar honom och säger att han kommer att gifta sig och få en son, men att han kommer att dö innan barnet fötts, och ger honom datumet för hans död.
Med hjälp av Sir Marcus MacRannoch, Jamies släktingar och Sir Marcus anställda, räddar Claire Jamie. Hon sköter om hans sår och de flyr till St. Anne de Beaupres-klostret i Frankrike, där Jamies farbror är abbot. I St. Anne försöker Claire hela Jamie, men upptäcker att brutna ben är enkla att laga, jämfört med skadorna i hans sinne. Medan han återhämtar sig, säger Jamie åt Claire att hans liv är hennes, att hon ska bestämma om de ska resa till Frankrike, Italien eller tillbaks till Skottland, för de behöver en plats att åka till, snart.
Medan de är i klostret lär sig Claire mer om sitt öde - hon var döpt katolik men inte uppväxt som en - och får syndernas förlåtelse från en vänlig munk. Han beskriver henne som en resande som lidit skeppsbrott, tvingad att överleva i ett främmande land så bra hon kan. Han beskriver hennes äktenskap som något hon borde lämna i Guds händer eftersom ingenting annat kan göras åt dem. När de kliver ur det helande vattnet i den heliga, varma källan under klostret, avslöjar Claire att hon väntar deras första barn.

## Huvudpersoner
- Claire Beauchamp Randall Fraser: Berättelsens huvudperson, en sjuksköterska från andra världskriget, som hamnar i 1700-talets Skottland. På 1900-talet var hon gift med Frank Randall, men på 1700-talet gifter hon sig med Jamie Fraser.
- James Alexander Malcolm MacKenzie Fraser (Jamie): Claires make på 1700-talet. En ung rödhårig skotte med ett komplicerat förflutet och med god känsla för humor. Jamie är intelligent, och med 1700-talets standard, utbildad och världslig.
- Frank Randall: Claires make på 1940-talet; en historieprofessor med stort intresse för släktforskning och sin härstamning.
- Jonathan Randall: Skurken i berättelsen. Han är Franks förfader och officer i den brittiska armén. Född den 3 september 1705. Claire vet att han kommer att dö i slaget vid Culloden, den 16 april 1746.
- Collum MacKenzie: MacKenzieklanens hövding.  Han är också Jamies morbror, och skyddar Jamie och Claire från engelsmännen. Han lider av Toulouse-Lautrecs syndrom.
- Dougal MacKenzie: Collums bror. Är jakobit; biologisk far till Collums son Hamish; tog in Jamie som fosterson ett år när han var tonåring; har fyra döttrar. Han har också en son med Geillis Duncan.
- Geillis/Geillie Duncan: Hustru till MacKenzieklanens advokat; en tidsresenär från 1960-talet; tros vara en häxa; har kunskaper om örter och växter. Mor till Dougal MacKenzies son, och mördade sin man Arthur Duncan.
- Murtagh Fitzgibbons Fraser: En lojal medlem av klanerna MacKenzie och Fraser; har svurit på att skydda Jamie.